# Entergalactic (film)
Pour plus de détails, voir Fiche technique et Distribution.
Entergalactic est un special d'animation américano-britannique réalisé par Fletcher Moules et sorti en 2022. Le projet est développé par l'artiste Kid Cudi qui sort en parallèle un album du même nom pour accompagner le film.
Initialement prévu comme une série, le projet sort finalement sous forme de film sur Netflix le 30 septembre 2022,.

## Synopsis
Jabari est un jeune artiste de street art qui se lance dans les comics avec son personnage Mr. Rager. Alors qu'il vient juste d'emménager dans un très bel appartement à Manhattan, il recroise par hasard son ex petite-amie, Carmen. Il fait par ailleurs la connaissance de sa charmante voisine, Meadow, une photographe. Les deux jeunes gens tombent progressivement amoureux.

## Fiche technique
Sauf indication contraire, les informations mentionnées dans cette section peuvent être confirmées par la base de données cinématographiques IMDb,  présente dans la section « Liens externes ».
- Titre original : Entergalactic
- Titre français : Entergalactic
- Réalisation : Fletcher Moules
- Scénario : Kid Cudi et Kenya Barris
- Musique : Dot Da Genius, Plain Pat
- Costumes : Virgil Abloh
- Société de production : Double Negative (DNEG), Khalabo Ink Society, MAD SOLAR
- Société de distribution : Netflix
- Pays de production :  États-Unis
- Langue originale : anglais
- Format : couleur
- Genre : animation, comédie romantique, musical
- Durée : 93 minutes
- Dates de sortie :
  - Monde : 30 septembre 2022 (Netflix)
- Classification[3] :
  - États-Unis : TV-MA
  - France : déconseillé aux moins de 13 ans (Netflix)

## Distribution

### Voix originales
- Kid Cudi : Jabari
- Jessica Williams : Meadow
- Timothée Chalamet : Jimmy
- Ty Dolla Sign : Ky
- Laura Harrier : Carmen
- Vanessa Hudgens : Karina
- Christopher Abbott : Reed
- 070 Shake : Nadia
- Jaden Smith : Jordan
- Keith David : Mr. Rager[4]
- Teyana Taylor : la coach de boxe
- Macaulay Culkin : Downtown Pat
- Luis Guzmán : Huge Mover
- Francesca Reale : Sydnie

### Voix françaises
- Diouc Koma : Jabari
- Corinne Wellong : Meadow
- Adeline Chetail : Karina
- Manon Azem : Carmen
- Vincent Touré : Ky
- Gauthier Battoue : Jimmy
- Hugo Brunswick : Lin
- Hervé Rey : Downtown Pat
- Sylvain Agaësse : Reed
- Éléonore Arnaud : Nadia
- Sarah Barzyk : Estelle
- Coumba Baradji : l'instructeur de boxe
- Rody Benghezala : Mr. Rager
- Agnès Afriat
- Julien Crampon
- Dorylia Calmel
- Bertrand Amiel
- Virgile M'Fouilou
- Élodie Ben
- Mélissa Berard
- Jean-Marc Charrier
- Baptiste Marc
- Mhamed Arezki

 Source et légende : version française (VF) sur RS Doublage et carton du doublage français.

## Production
En juillet 2019, Netflix annonce que Kid Cudi et Ian Edelman vont écrire et produire une Série d'animation pour adultes musicale inspirée de l'album Entergalactic de Kid Cudi. Ce dernier avait déjà collaboré avec Ian Edelman sur la série How to Make It in America. Le rappeur-chanteur produit également la série, notamment avec l'aide de Kenya Barris (en), via leurs sociétés Mad Solar et Khalabo Ink Society.
En septembre 2021, Kid Cudi remercie sur Twitter toute l'équipe qui l'a aidé à mener à bien ce projet et rassure ses fans qui ne seront pas déçus : « Attendez d'entendre et de voir Entergalactic. [Vous] n'en avez aucune idée. Je veux remercier Kenya Barris, Mike Moon, Elizabeth Porter et toute l'équipe d'avoir cru en ma vision et d'avoir contribué à lui donner vie. Tout dans cette émission est d'un niveau supérieur. Vous verrez,. »
Outre la participation vocale de Kid Cudi, confirmée en juillet 2019, le reste des acteurs prêtant leur voix à la série est annoncé en juin 2022 : Jessica Williams, Timothée Chalamet, Ty Dolla $ign, Laura Harrier, Vanessa Hudgens, Christopher Abbott, 070 Shake, Teyana Taylor, Jaden Smith, Keith David ou encore Macaulay Culkin.

## Musique
On retrouve dans le film certains titres de l'album de Kid Cudi Entergalactic sorti en parallèle. On peut également entendre By Design en duo avec André 3000, tiré d'un précédent album, Passion, Pain and Demon Slayin'. D'autres chansons comme Inside My Love de Minnie Riperton et In My Bed de Dru Hill sont également présentes dans le film.

## Sortie et accueil

### Diffusion
En septembre 2021, le rappeur dévoile une courte bande annonce, révélant que la musique sera produite par ses collaborateurs de longue date : Dot da Genius et Plain Pat (en),.
En juin 2022, Netflix dévoile un premier aperçu de Entergalactic, révélant au passage les acteurs participant au projet.

### Accueil
Sur l’agrégateur de critiques américain Rotten Tomatoes, Entergalactic obtient 92% d'avis favorables pour 12 critiques et une note moyenne de 7,9⁄10. Sur Metacritic, il obtient une note moyenne de 76⁄100 pour 9 critiques.